# Blickomylus
Blickomylus — вимерлий рід ссавців з родини верблюдових (Camelidae). Рід містить такі види: Blickomylus galushai, Blickomylus moroni. Скам'янілості виявлено в США (Колорадо, Нью-Мексико, Юта, Вайомінг) — всього 8 колекцій.